# Disperis paludosa
Disperis paludosa là một loài thực vật có hoa trong họ Lan. Loài này được Harv. ex Lindl. mô tả khoa học đầu tiên năm 1842.